# フィンランドサッカー協会
フィンランドサッカー協会（フィンランドサッカーきょうかい、フィンランド語: Suomen Palloliitto、スウェーデン語: Swedish: Finlands Bollförbund）は、フィンランドのサッカーの統括団体である。略称はフィンランド語でSPL、スウェーデン語でFBF。

## 概要
1907年に設立され、フィンランドの首都・ヘルシンキに拠点を置いている。フィンランドバンディ協会が1972年に設立されるまでは、フィンランドにおけるバンディの統括団体も兼任していた。男子代表および女子代表のナショナルチームや、フィンランドリーグのウッコネン（2部）およびカッコネン（3部）を組織している。
なお、男子の最上位リーグ（ヴェイッカウスリーガ）は別の組織が運営している。